# Inglês sinalizado
Inglês sinalizado (Signing exact english) é um sistema de comunicação gestual que pretende ser uma representação exata da gramática e vocabulário da língua inglesa. É um de vários sistemas de comunicação em uso em países de língua inglesa, que são conhecidos, no seu conjunto, por inglês manualmente codificado. O inglês sinalizado não é considerado uma língua.